# Ignatius Josephus van Regemorter
Ignatius Josephus van Regemorter (Anversa, 4 dicembre 1785 – Anversa, 16 giugno 1873) è stato un pittore fiammingo di paesaggi e quadri di genere, nonché incisore di scene storiche.

## Biografia
Si formò sotto la guida del padre Petrus Johannes van Regemorter. Operò ad Anversa, Bruxelles, Gand ed anche a Parigi
.

## Galleria di opere

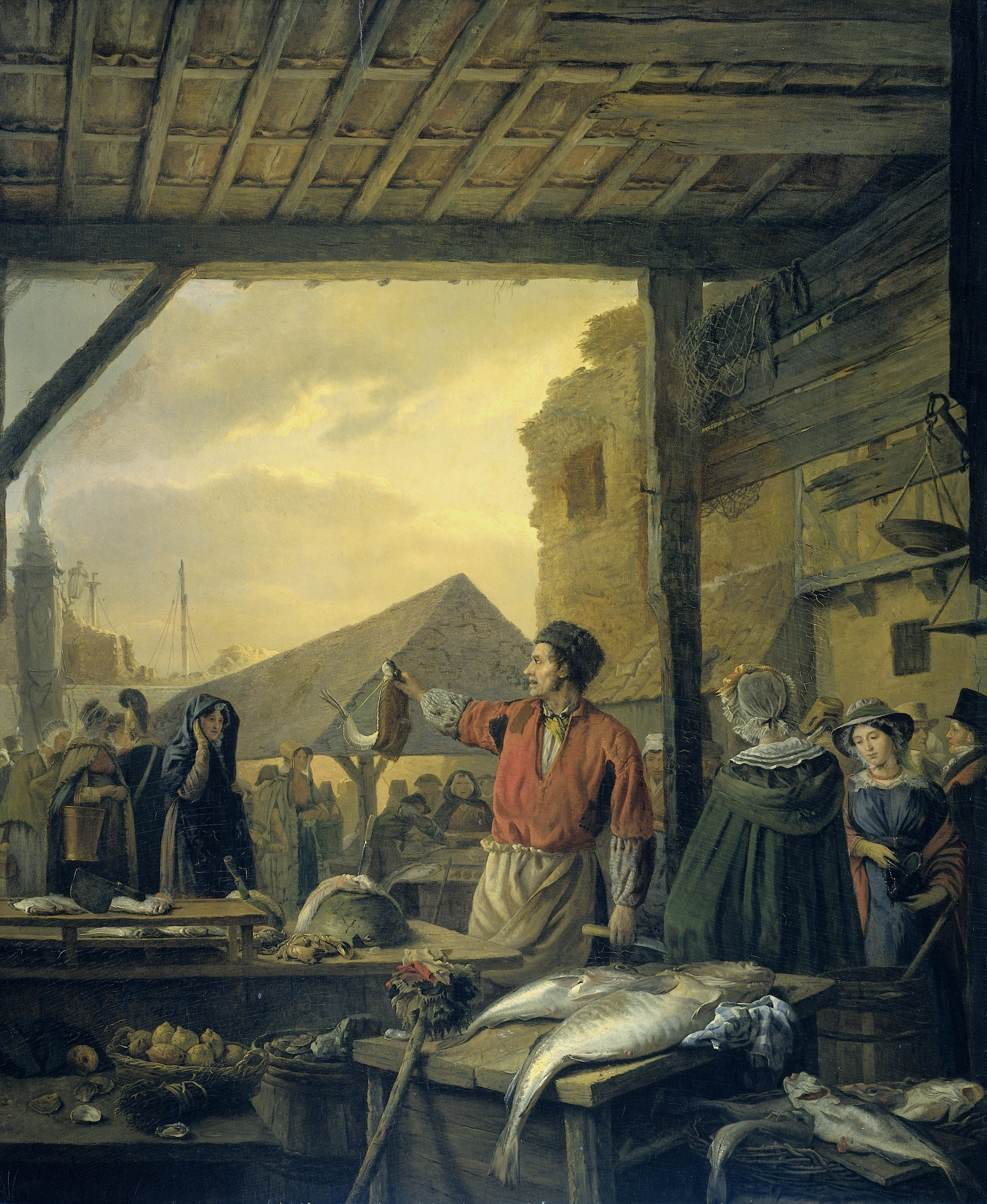
Il mercato del pesce di Anversa (1827), Rijksmuseum, Amsterdam
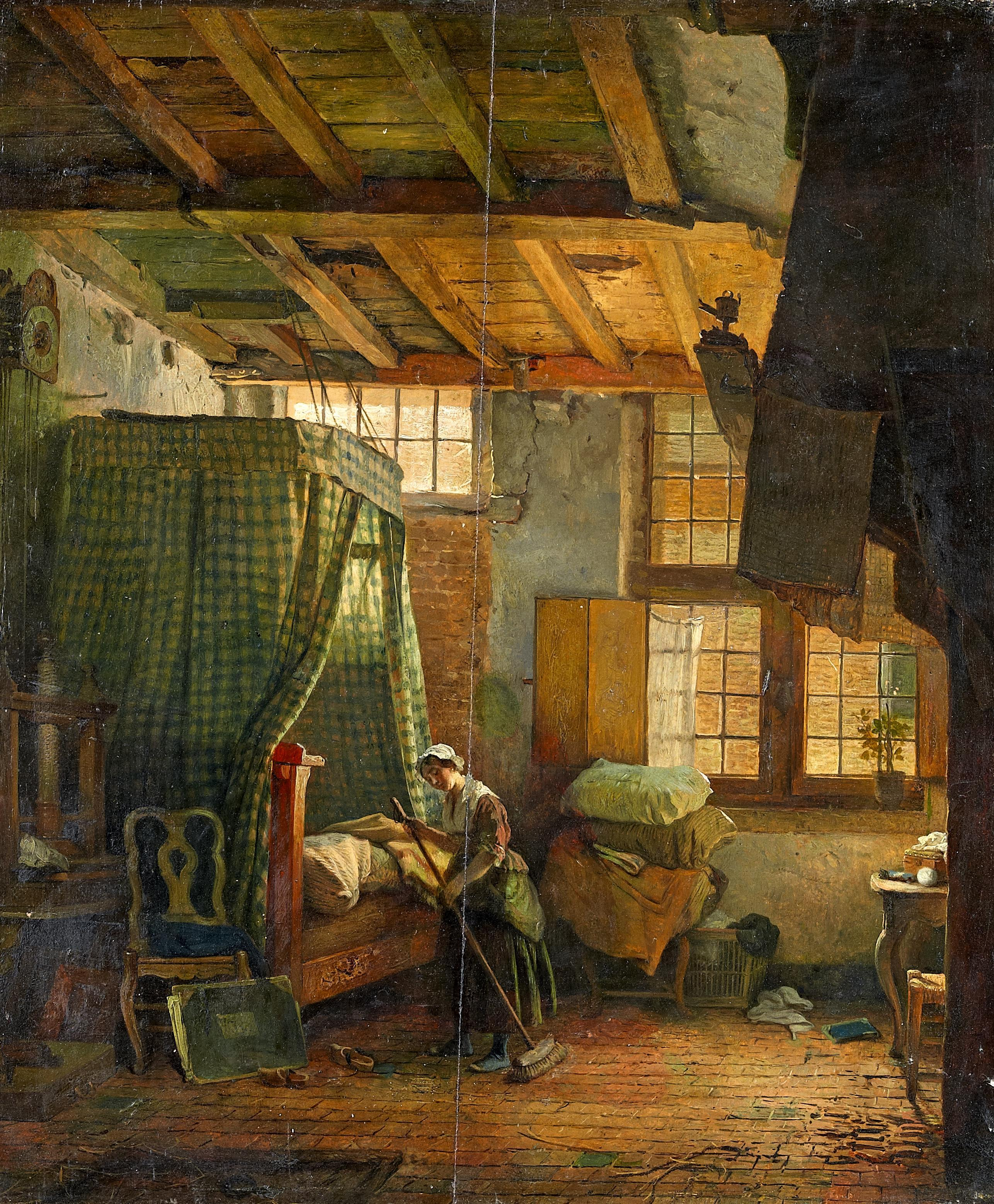
Le pulizie della cameriera (1873)
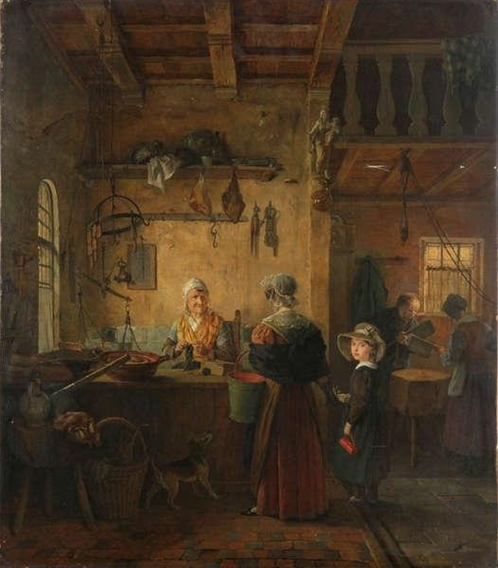
La salumeria (1827)